# Lacanobia behouneki
Lacanobia behouneki är en fjärilsart som beskrevs av Márton Hreblay och Jacques Plante 1995. Lacanobia behouneki ingår i släktet Lacanobia och familjen nattflyn, Noctuidae. Inga underarter finns listade i Catalogue of Life.